# Marksänd digital-TV i Sverige
Marksänd digital-TV infördes i Sverige 1999. Fram till den 31 januari 2008 sände det analoga nätet parallellt med det digitala. En släckning av det analoga nätet (PAL) påbörjades den 19 september 2005 och genomfördes i olika geografiskt indelade etapper fram till den 29 oktober 2007.
Ett motiv för beslutet var att öka det kulturpolitiska inflytandet över TV-sändningarna genom att möjliggöra fler TV-kanaler, och på så sätt bemöta konkurrensen från satellit-TV och kabel-TV, som inte behöver sändningstillstånd och således inte behöver följa radio- och TV-lagen. Den analoga TV-nedsläckningen har frigjort radiospektrum som även kan utnyttjas för fler tjänster, exempelvis skarp-TV (HDTV), mobil-TV och mobil telekommunikation.
De fem första sändarnäten (MUX 1–5) täcker 99,8 procent av befolkningen, 90 procent för MUX 6 och 30 procent för MUX 7. Antalet mottagbara TV-kanaler varierar således geografiskt. Näten tillhandahålls av det statliga företaget Teracom. Sändningarna sker både fritt och med kryptering. De fria sändningarna kräver endast en digital TV-mottagare (vanligtvis en extra låda om mottagaren inte är inbyggd i TV-apparaten), men för att se krypterade sändningar behövs en mottagare med dekrypteringsfunktion och ett kort från Boxer. Sedan 2007 har Boxer inte längre något monopol på att kryptera marksändningar.
Tillstånd för sändning tilldelades tidigare av Sveriges regering och har då i regel förnyats vartannat år. Sedan 2008 tilldelas tillstånd av Myndigheten för radio och TV (tidigare Radio- och TV-verket) och gäller i sex år. Om företaget i fråga inte sänder, eller på annat sätt inte följer sitt tillstånd, kan företagets tillstånd dras tillbaka.
Sändningar i standardupplösning följer DVB-T-standarden och använder MPEG2-kodning. Skarp-TV-sändningar (HDTV) sker numera med DVB-T2-standarden och MPEG4-kodning. Mobil-TV-sändningar sker med standarden DVB-H. I Sverige sker DVB-T-sändningar idag med datahastigheten 24 Mbit/s per MUX, vilket möjliggör cirka åtta TV-program i standardupplösning samtidigt över varje MUX. Varje MUX sänds över en 7 MHz bred kanalfrekvens på VHF-bandet, eller en 8 MHz bred UHF-kanal, samma utrymme som tidigare krävdes för analog sändning av ett TV-program. I Skåne-Blekinge används enkelfrekvensnätverk (SFN), så att alla TV-sändare i regionen som sänder en viss MUX använder samma kanalfrekvens.

## Historik

### Före sändningsstart
Sveriges riksdag beslutade den 9 april 1997 att digitala marksändningar av TV skulle inledas. Den 13 november 1997 beslutade riksdagen att fem områden skulle bli först med marksänd digital-TV, nämligen Stockholm med Mälardalen och Uppsala, norra Östergötland, södra och nordöstra Skåne, Göteborg med omnejd samt Sundsvall och Östersund med omnejd. Sändningarna skulle fördelas över två kanalfrekvenser ("MUXAR").
Ursprungligen var digital-TV en uppgörelse mellan Socialdemokraterna, Centerpartiet och Folkpartiet liberalerna. I april 1998 meddelade Johan Jakobsson att Folkpartiet drog sig ur samarbetet efter kritik mot hur Digital-TV-kommittén valde vilka företag som skulle få rikstäckande sändningstillstånd. Jacobsson menade att kommittén godtyckligt hade prioriterat exempelvis TV-kanalen TV3 framför Kanal 5 och Canal+ framför TV1000. Denna kritik bestod även efter att Digitalkommittén den 6 maj 1998 presenterat sitt slutgiltiga förslag där Kanal 5 fick plats genom att kanaler delade på utrymme. Folkpartiet motsatte sig därefter planerna tillsammans med Moderaterna och de lämnade in åtskilliga motioner med krav på stopp för utbyggnaden under de följande åren.
Den 25 juni 1998 beslutade Sveriges regering om tillstånd för digitala sändningar. SVT, UR och TV4 fick förändrade tillstånd och dessutom gavs nya tillstånd om digitala sändningar för att sända TV3, Kanal 5, Canal + Television, Kunskaps-TV i Sverige (kom att bli K-world), TV8, Cell Internet Commerce Development AB (kom att bli eTV), TV-Linköping Länkomedia AB (NollEttan) och Landskrona Vision AB (Skånekanalen). Eftersom frekvensutrymmet inledningsvis var begränsat till två sändarnät med plats för sammanlagt åtta kanaler, skulle SVT2 inte sändas digitalt och vissa kanaler skulle dela plats. Exempelvis fanns det inskrivet i sändningstillstånden att TV3 skulle sända under jämna veckor och Kanal 5 under udda veckor, TV8 fick sända under kvällstid, Cell fick sända under natt- och dagtid och Kunskaps-TV fick betydligt sänkt sändningskapacitet under vissa tider när SVT:s regionalprogram sände.
Den 22 december 1998 beslutades att ytterligare ett frekvensutrymme, benämnt C, skulle släppas. Detta innebar de tidigare begränsningarna inte längre var nödvändiga.
SVT släppte i januari 1998 ett pressmeddelande om att de sökte tillstånd för att sända fyra kanaler (SVT1, SVT2, nyhetskanalen SVT24 samt fem regionala kanaler) samt att de senare ville starta ytterligare kanaler: en repriskanal, en "guldkanal" (liknande BBC:s UK Gold) samt en egen version av kulturkanalen Arte.

### Starten

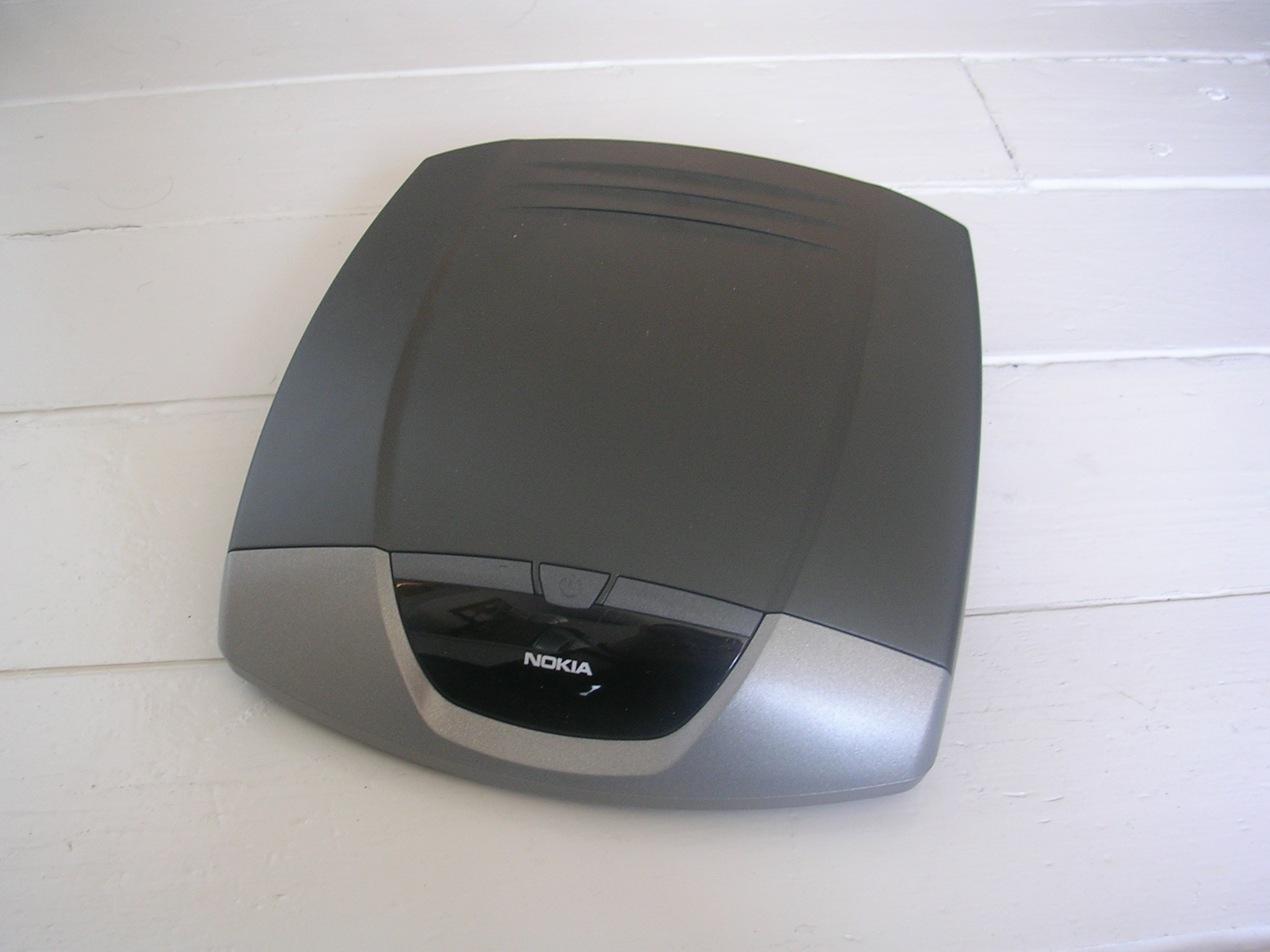
En digital-TV-box från Nokia

Marknätets tidiga år präglades av problem. När de första sändningarna inleddes i april 1999 var det bara SVT:s analoga kanaler, SVT1 och SVT2, samt den nystartade SVT24 som sände. Vid starten kunde bara något hundratal hushåll ta del av sändningarna. SVT startade fem regionala kanaler i mindre skala några månader efter starten.
De kommersiella företagen dröjde. Först den 1 september 1999 inleddes sändningarna av TV4. Sändningarna av TV3, Kanal 5, Kunskaps-TV (K-world), TV8, Canal+ samt Cell (eTV) hade vid den här tidpunkten ännu inte börjats sända, fast programbolagen hade tillstånd. Sändningarna av Canal+, TV8 och K World kom igång under andra halvan av 1999. Dessutom gavs tillstånd för sändning av Canal+ Gul och Canal+ Blå. Under andra halvan av 1999 började också Boxer TV Access bygga upp sin verksamhet.
En fjärde frekvenskanal, D, beslutades i juni 1999. Beslut om tillstånd för detta nät fattades den 20 januari 2000. Det innebar att hela MUX D skulle användas av Modern Times Group för att börja sända TV1000, ZTV och Viasat Sport. TV3 och TV8 flyttades samtidigt till denna multiplex. Man beslutade också att TV4 AB skulle få disponera två kanaler multiplex B och K World flyttades till multiplex C.
Under första halvan av år 2000 hade de flesta företag med tillstånd börjat sända. Uppdelningen såg därefter ut såhär:
- Nät A: SVT1, SVT2, SVT24 och regionala SVT-kanaler
- Nät B: TV4, extra digital TV4-kanal, eTV och regionala kanaler
- Nät C: Kanal 5, K World, Canal+, Canal+ Gul och Canal+ Blå
- Nät D: TV3, ZTV, TV8, TV1000 och Viasat Sport

Regionala kanaler var Skånekanalen i Skåne, Nollettan i Östergötland och DTU Television i Göteborgsområdet och Sundsvall/Östersund. Även Stockholmskanalen Stockholm 1 hade tillstånd, men då de ännu inte inlett sändningar i maj 2001 drogs deras tillstånd tillbaka och utrymmet gavs till DTU.
Den 30 november 2000 beslutade regeringen att det digitala marknätet skulle byggas ut för att täcka hela landet, vilket i praktiken blev 90 procent av befolkningen år 2002.
Det var dock svårt att få befolkningen att investera i marksänd digital-TV. Ett halvår efter starten av nätet hade fortfarande bara några hundra hushåll köpt de boxar som behövdes. När SVT skulle starta den regionala kanalen SVT Mitt rapporterade tidningarna att kanalens redaktion var större än antalet potentiella tittare.

### MTG
MTG hävdade att de inte fick sända reklam i det digitala marknätet. Därför redigerade de bort sina reklamavbrott och ersatte dessa med skyltar. Kanal 5 hade dock hela tiden sänt lika mycket reklam som via satellitversionen. Den 1 januari 2001 bestämde sig därför MTG för att ta ut en extra kostnad på 115 kronor för de som ville se deras kanaler TV3, TV8 och ZTV i marknätet.
I juni 2001 bestämde MTG att sändningarna i marknätet skulle upphöra den 15 augusti 2001, och så skedde. MTG ville dock behålla sina fem kanalplatser även om de inte sände på dem, men alla MTG:s tillstånd återkallades av Radio- och TV-verket.
De fem Viasat-kanalerna skulle komma att ersättas av andra kanaler. Under andra halvan av 2001 tilldelades Eurosport Sales Organisation, MTV Networks Nordic, TV4 AB och Discovery Communications Europe tillstånd för utsändning av kanalerna Eurosport, MTV Nordic, Nickelodeon, VH1, CNN International, Discovery Channel och Animal Planet. Nickelodeon och Eurosport hade redan sedan den 1 augusti börjat sända i marknätet genom att utnyttja K Worlds respektive DTU7:s kanalplatser. Nu fick de dock egna kanalutrymmen.
I början av 2002 lades SVT:s regionala kanaler ner och ersattes av evenemangskanalen SVT Extra. Under år 2002 gick både eTV och K World i konkurs och i september fick NonStop Television tillstånd för start av kanalen E!.
Fram till slutet av 2002 hade alla TV-sändningarna varit kodade, men när Barnkanalen började sända i december var den okrypterad, vilket innebar att man inte behövde ett abonnemang med programkort för att se kanalen. Övriga SVT-kanaler blev okrypterade den 1 januari 2003. I början av året relanserades SVT24 som 24 och TV4 startade TV4 Plus.
Efter flera års tröghet och problem för Boxer TV Access tog införskaffandet av de nödvändiga set top-boxarna fart under 2003 och 2004.
Under första halvan av 2003 bestämde riksdagen att det analoga nätet skulle släckas. Man har även beslutat att bygga ut SVT och UR:s nät så det täcker 99,8 procent av befolkningen och minst ett nät till ska byggas ut så att de täcker 98 procent. Dessutom har regeringen tillsatt Digital-TV-kommissionen som ska förbereda och ta hand om övergången.

### Tillståndsgivning 2004

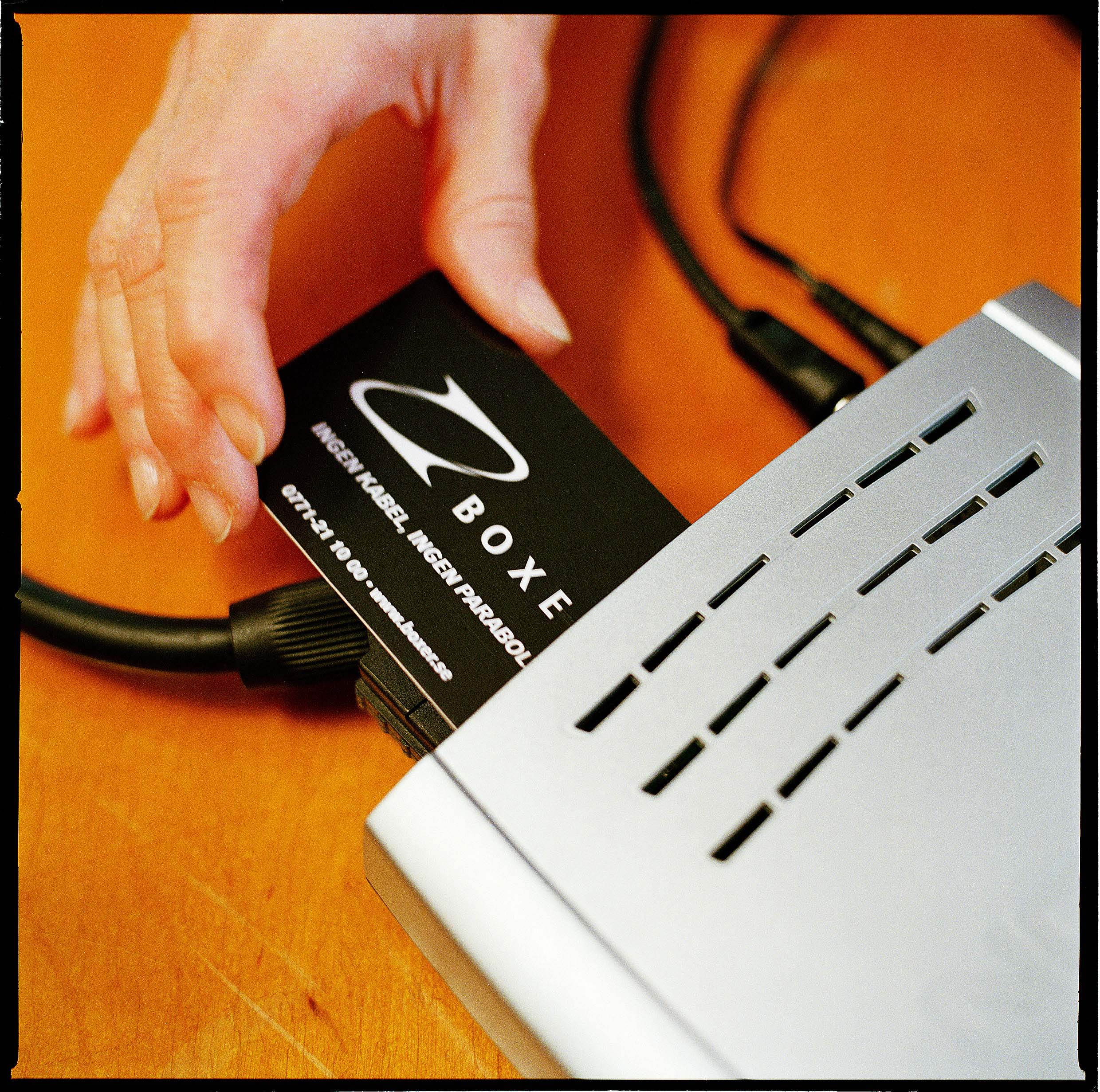
Digital-TV-box med Boxerkort.

Under andra halvan av 2003 meddelades det att nya tillstånd för marknätet kommit och att man genom statistisk multiplexering och ett femte sändarnät kunde sända åtta nya kanaler. MTG hade under året lobbat för att bli operatör i marknätet och sökte tillstånd för nio kanaler. RTVV:s förslag lämnades till regeringen den 12 november 2003. De rekommenderade att tillstånd skulle ges för sändning av TV3, filmkanal från TV4 (blev TV4 Film), BBC World, The Disney Channel Scandinavia, Viasat Sport, ZTV, Discovery Science och TCM/Cartoon Network. TV4:s filmkanal fick tillstånd i december 2003, de övriga meddelades av regeringen i januari 2004. Regeringen hade gjort flera förändringar i RTVV:s rekommendation: MTG hade lobbat för att Viasat Sport ersattes av TV8 och fick som de ville, Discovery Science byttes ut mot Discovery Travel & Adventure, Turner Broadcasting fick inget tillstånd för TCM/Cartoon Network och NonStop Television fick tillstånd för kanalen NonStop Film (som blev Showtime). Samtidigt meddelade MTG-kanalerna att de inte skulle bli en del av Boxers utbud utan sända utan kryptering. Alla kanaler fick tillstånd för sändningar i två år, förutom MTG:s kanaler som bara hade tillstånd för ett år.
TV3, ZTV, TV4 Film och Disney Channel skulle sändas i de befintliga näten som nådde 90 procent av befolkningen, övriga skulle sändas i det femte nätet som kom att börja sända i april och bara nådde 50 procent. TV-kanalen Disney Channel var den första och började sända den 15 februari, följd av TV3 och ZTV den 12 mars 2004 samt TV4 Film den 18 april 2004. Det femte nätet startades den 26 april 2004 och sände TV8, Discovery Travel & Adventure och BBC World (NonStop började sända först under andra halvan av 2004). I juni 2004 delades tillstånd ut till TCM, vilka började sända ganska omgående.
MTG valde i augusti 2004 att börja kryptera sina sändningar av TV3, ZTV och TV8. När deras sändningstillstånd gick ut efter årsskiftet fick de dessa förnyade i ytterligare ett år. MTG valde också att mer tydligt ingå i Boxers utbud genom att skriva på ett treårigt distributionsavtal med Boxer. TV8 flyttades samtidigt till ett nät med större räckvidd.
SVT hade i juni 2004 börjat sända samtliga regionala nyhetsprogram i det digitala nätet. Under 2005 byggdes det lokala TV-utbudet ut ytterligare. TV4 ordnade under året så att TV4 fick "rätt" lokal reklam och lokala program i det digitala marknätet. Dessutom startade den jämtska kanalen ByTV i Jämtland och under andra halvan av 2005 lanserades Kanal Lokal i Stockholm, Östergötland, Skåne och Göteborg. Den 15 september 2005 startade även TV4 Fakta.
I slutet av 2004 påbörjades utbyggnaden att öka muxarna 1-4:s täckning från 90 procent till 98 procent. Utbyggnaden slutförs under 2006 då 98 procent av befolkningen kan ta emot huvuddelen av digitalsändningarna.
I september 2005 kunde också nedsläckningen av det analoga nätet börja.

### Tillståndsgivning 2006
Inför tillståndsgivningen för perioden 2006-2007 har kulturminister Leif Pagrotsky talat om att premiera de kanaler som väljer att sända utan kryptering. Det beräknades finnas plats för två-tre nya kanaler. När ansökningsperioden var över hade samtliga kanaler i nätet ansökt om förnyade tillstånd och dessutom hade verket fått 36 ansökningar om nya tillstånd.
Den 21 november 2005 presenterade RTVV sina rekommendationer om vem som ska få tillstånd och man hade tagit hänsyn till Pagrotskys önskan om mer fria TV-kanaler i marknätet. I första hand rekommenderades Aftonbladet (kanalen "Storstads-TV blev TV7"), Axel och Margaret Ax:son Johnsons stiftelse för allmännyttiga ändamål ("Axess Television"), TV4 AB ("Sverigekanalen") och Viasat Broadcasting ("Seniorkanalen") för fri-tv-tillstånd och AB Arapten 3389 (Big TV), BBC Worldwide (BBC Prime), Kanal 5 ("Ny Kanal 1"), NonStop Television (NonStop Filmfestival) och Turner Broadcasting System Europe (CNN International) för betal-TV.
Regeringen beslutade några dagar senare att förlänga de befintliga tillstånden till utgången av februari 2006.
Det slutgiltiga beslutet om vilka kanaler som skulle få förlängt tillstånd fattades den 23 februari 2006. Det innebar att MTG fick tillstånd för TV6 (tidigare Seniorkanalen) i hela landet, Axess Television och Aftonbladet fick dela på ett utrymme, SBS Broadcastings TV-kanal The Voice TV och deras nya kanal, "C 5" (tidigare "Ny Kanal 1") fick dela på ett utrymme, BBC Prime fick ett nytt tillstånd och Nonstop Television fick byta ut sin kanal Showtime mot den nya NonStop Filmfestival. Star! (också en Nonstopkanal) fick sin sändningstid halverad genom att kanalen tar över VH1:s dåvarande sändningsutrymme mellan 18.00 och 06.00. TV6, Axess TV, Aftonbladet TV och The Voice blir fri-TV-kanaler medan C 5, BBC Prime och NonStop Filmfestival blir betalkanaler. Övriga kanaler fick sina sändningstillstånd förlängda.
Omedelbara förändringar i början av mars var att Stars sändningstid halverades och att VH1 började sända dygnet runt. Showtime fortsatte sända, men skulle bytas ut mot Nonstop Filmfestival före utgången av maj.
Den 21 april lade Teracom in kanalplatserna för de nya kanalerna. C 5 hade nu blivit ONE Television, Storstads-TV bytte namn till Aftonbladet TV och Axess Television kom att kallas Axess 25. Samtidigt flyttas Kanal Lokal och ByTV till det femte sändarnätet, som har sämre täckning än de övriga fyra. Aftonbladet/Axess 25, NonStop Filmfestival och BBC Prime lades också i det femte nätet medan TV6 och The Voice/ONE lades i två av de nät som har 98 procent täckning.
Planerna på Nonstops filmkanal presenterades den 27 april och kanalen gavs namnet Silver. I maj startades kanalerna en efter en. TV6 var först ut den 9 maj. Efter att BBC Prime börjat sända lanserades de övriga kanalerna inom bara några dagar. ONE Television inledde sändningarna den 23, Silver den 26, Axess TV den 27 och Aftonbladet TV, sedermera omdöpt till TV7 den 29. VH1 försvann därmed från det digitala marknätet, men återkom senare igen genom att kanalen sände under natten på MTV:s utrymme.
I juni 2006 började SVT och TV4 sända en HDTV-kanal via tillfälliga frekvenser från fyra master. Kanalen sände fotbollsmatcher i HDTV och frekvenserna togs tillbaka när turneringen avslutats.

### Regeringsskiftet 2006
Moderaterna och Folkpartiet motsatte sig ännu det marksända digital-TV-nätet, medan Kristdemokraterna och Centerpartiet stödde det. Därmed kom en fortsatt majoritet i riksdagen att medföra att det analoga nätet släcktes ned som planerat.
Den 21 december 2006 beslutade regeringen att ett sjätte sändarnät skulle tas i bruk i Mälardalsregionen, närmare bestämt sändarna Nacka, Stockholm/Marieberg, Södertälje/Ragnhildsborg, Norrtälje, Västerås och Uppsala. Sverigefinska Riksförbundet fick samtidigt tillstånd att sända TV Finland i detta nät. Sändningen i nätet inleds den 12 mars 2007 och ersätter den analoga sändningen av TV Finland.
Den 15 oktober 2007 avslutades den analoga släckningen officiellt. Detta markerades genom en ceremoni vid Hörbymasten där kulturminister Lena Adelsohn Liljeroth släckte ner SVT2, TV4:s vd Jan Scherman släckte ner TV4 och slutligen SVT:s programdirektör Annie Wegelius stängde av SVT1. Några sändare fortsatte dock sända SVT1 till och med 29 oktober, varefter de analoga sändningarna helt upphört.
I oktober 2007 beslutade regeringen om ett förslag om förändrad tillståndsgivning för det digitala marknätet. Makten att bestämma över vilka kanaler som ska sändas i marknätet flyttas från regeringen till Radio- och TV-verket (undantaget SVT och UR vars sändningstillstånd fortfarande beslutas av riksdagen). Man föreslår också att flera företag ska kunna sälja abonnemang för betal-TV, men att det ska vara möjligt att ta emot alla kanaler med ett enda programkort eller motsvarande. Sändningstillstånden ska gälla i sex år. De existerande sändningstillstånden förlängs till den 31 mars 2008 och nya tillstånd börjar gälla den 1 april 2008.
I samband med debatten kring hur det utrymme som blivit ledigt efter den analoga släckningen ska användas gjorde företrädare för Sveriges fyra största TV-bolag ett gemensamt yrkande till regeringen där de föreslog att det frekvensutrymmet skulle användas till TV-tjänster under en övergångsperiod. Under denna period vill TV-bolagen genomföra ett byte av komprimeringsteknik från den befintliga MPEG-2-kodningen till en mer effektiv MPEG-4-kodning. En sådan övergång skulle innebära att fler TV-kanaler och HDTV kan göras tillgängligt men kommer att innebära att de befintliga digitalboxarna kommer att behöva bytas ut.
Den 19 december 2007 fattade regeringen beslut om hur det frekvensutrymme som blivit ledigt efter den analoga nedsläckningen skulle användas. Beslutet innebar att man inledningsvis kommer fortsätta använda fem frekvensnät i UHF-bandet för TV-sändningar. Senare ska ett nät göras tillgängligt i VHF-bandet. Dessutom gavs Post- och telestyrelsen i uppdrag att omplanera frekvensnäten så att de högsta TV-frekvenserna i UHF-bandet (790-862 MHz, eller kanal 61-69) frigörs och kan användas för andra tjänster. Samtidigt planerar man in ett till frekvensnät för TV i UHF-bandet så att man sammanlagt får två nya frekvensnät för TV.

### Tillståndsgivning 2008
I december 2007 utlyste Radio- och TV-verket för första gången i egen regi tillstånd för det digitala marknätet. När ansökningstiden löpte ut den 6 februari 2008 hade verket fått in sammanlagt 87 ansökningar, varav femton gällde regionala sändningar. Under tillståndsprocessen beslutade verket att denna omgång skulle omfatta de fem befintliga näten samt det nät som planeras i UHF-nätet. Man beslutade också att det nya nätet skulle användas för standardupplösta sändningar och inte för HDTV. Sändningarna i detta nät ska använda en mer effektiv komprimering kallad H.264 eller MPEG-4 AVC vilket ger utrymme för fler TV-kanaler, men också kräver att tittaren har en box som klarar av denna komprimering. HDTV skjuts upp tills man kan starta nätet i VHF-bandet och omfattas då av en ny tillståndsprocess.
Den 27 mars 2008 meddelade RTVV resultatet av tillståndsprocessen. Detta innebar att alla befintliga kanaler fick stanna kvar i nätet samt att nya nationella tillstånd gavs för sändningar av TV-kanalerna Comedy Central, Discovery Science, Jetix, National Geographic Channel, Showtime, TV4 Sport, Viasat Sport 1 och TV1000. Dessutom gavs nya tillstånd för nio regionala kanaler: 24 Västra Götaland i Västra Götaland, 24Norrbotten i Norrbotten, 24nt i Östra Götaland, Borås Tidning TV i Borås, Kanal 12 i Värmland, ST TV i Västernorrland samt Kanal Lokal i Dalarna/Gävleborg, Jämtland/Norrbotten/Västernorrland och Småland/Blekinge. De nya tillstånden ska gälla mellan 1 april 2008 och 31 mars 2014.
Av de nya nationella kanalerna var det bara TV4 Sport och Comedy Central som skulle sända i de befintliga näten, övriga ska sända i det nya nät som ännu inte hade startats. BBC World och Discovery Travel & Living fick ändrade tillstånd som innebar att de skulle flyttas från MUX5 till det nya nätet. Några kanaler fick ändrade sändningstider som följd av de nya tillstånden. Axess TV fick börja sända hela veckan, TV7 ska sända mellan 6.00 och 19.00, Canal 7 flyttas till MUX5 och ska sända 19.00-6.00, VH1 flyttas till MUX3 och ska sända 22.00-6.00, Nickelodeon fick utökad sändningstid till 5.00-19.00, vilket ledde till att Star! fick minskad tid.
I sändningstillstånden för kanalerna TV7, The Voice TV och Star! stod det också skrivet att de skulle flytta till det nya nätet den 1 januari 2009 och samtidigt bli dygnet runt-sändande kanaler. Detta innebär att Canal 7 och Kanal 9, som fram till dess delar sändningsutrymme med TV7 respektive The Voice TV, kan bli dygnet runt-kanaler. Stars gamla utrymme ska användas för Comedy Central.
Den 26 juni 2008 började Sveriges Radio sända tre av sina radiokanaler – P1, P3 och SR Klassiskt – i SVT:s utrymme i det digitala TV-marknätet. SVT och SR hade i oktober 2007 kommit överens om att SR skulle sända radio i det utrymme som blivit över efter att SVT lade ner sin interaktiva MHP-tjänst.
Den 8 september 2008 upphörde sändningarna av The Voice TV i Sverige. Detta gjorde att Kanal 9 kunde börja sändas dygnet runt från den 1 november. I oktober 2008 inledde de lokala kanalerna 24nt, 24Corren och 24Norrbotten sändningar i sina respektive områden.
BBC Prime väljer att avsluta sina sändningar i marknätet den 1 december 2008. I Com hem och Canal digital ersätts kanalen med nya BBC Entertainment. I marknätet förblir dock kanalplatsen svart. BBC hade inte funnit det möjligt att få en kommersiell gångbarhet i sändningarna i marknätet då kanalen placerats i ett kanalpaket med få abonnenter. Istället valde man att avsluta sändningarna där. Eftersom även BBC World News slutat sända i och med förseningen av MUX6 innebar förändringen att BBC helt och hållet var borta från marknätet.
Det nya sjätte rikstäckande nätet skulle ha startat före den 1 januari 2009, men i slutet av oktober 2008 hade inte byggandet påbörjats och Teracom meddelade att de skulle frysa investeringen i det nya nätet. Skälen var flera, bland annat var Teracom missnöjda med ett beslut Post- och telestyrelsen tagit om prissättning av företagets utsändningstjänster. Teracom hävdade att beslutet inte skulle göra att det inte skapas kapital för nya investeringar i marknätet. Det fanns också oenighet kring huruvida programbolagen eller Boxer skulle betala utbyggnaden. Tidigare har Boxer stått för utsändningskostnaden för betal-TV-kanalerna, men om de får konkurrens vill de dela sändningskostnaden med eventuella konkurrenter. Vidare krävs MPEG-4-boxar för att ta emot sändningarna, och sådana var fortfarande ovanliga vid tidpunkten.
Kanal Lokal försatte sig i början av 2009 i konkurs. Sändningarna av dess fyra kanaler upphörde den 19 januari 2009. Kanal 12 kunde börja sända i Värmland i februari 2009. Under våren 2009 kommer SR Klassiskt att ersättas av P2 Musik.
Den 19 mars presenterade PTS en utvärdering av konkurrenssituationen i marknätet. I den kom man fram till det på betal-TV-området fanns konkurrens från andra plattformar, men att det inte fanns konkurrens för utsändning av fri-TV. Således föreslog PTS att man skulle ta bort prisregleringen för betal-TV i marknätet, men att kostnaden för utsändning av fri-TV fortsatt skulle regleras.
Den 8 oktober meddelade Teracom att de skulle börja bygga ut det sjätte sändarnätet. Man hoppades då kunna börja sända i det nya nätet mot slutet av året.
Det sjätte sändarnätet lanserades den 1 december 2009 och kan inledningsvis mottas av 60 procent av befolkningen. Showtime, Star!, 7, BBC World News och Disney XD var med från starten.
Den 18 januari 2010 bytte Kunskapskanalen och SVT24 plats vilket innebar att SVT24 i fortsättningen bara skulle sända på kvällar och nätter efter 20.00, medan Kunskapskanalen började sända dagtid.
Den 1 februari 2010 genomfördes flera förändringar. Discovery Travel & Living och Discovery Science lanseras i det sjätte sändarnätet som betalkanaler i MPEG-4. Canal 7 och Axess TV går över från att sända i MPEG-2 till att istället sända i MPEG-4. Axess TV upphör samtidigt att vara en fri-TV-kanal för att istället ingå i Boxers utbud. Slutligen genomförs en omfattande förändring av den kanalplacering som hängt med sedan marknätets barndom.

### HDTV-lanseringen 2010
I februari meddelar SVT att de avslutar sina testsändningar av SVT HD den 1 mars 2010. Istället ämnade man be om tillstånd från regeringen för parallellsändning av SVT1 och SVT2 i högupplöst format med start "senhösten 2010", som en del av en bredare satsning på HDTV i marknätet.
Den 30 mars 2010 meddelar Radio- och TV-verket att det går att söka nya tillstånd för sändning i marknätet. När ansökningstiden gick ut den 26 april hade 40 ansökningar kommit in.
Den 1 juni 2010 flyttades de TV-kanaler som sänt i sändarnät 6 och M till sändarnät 5 inför höstens start av HDTV-sändningar:
- BBC World News, Disney XD/Showtime, Star!/TV7 och Discovery Science/Discovery Travel & Living, som sänt i sändarnät 6 med mpeg-4-komprimering, flyttas till sändarnät 5.
- TV Finland, som sänt över Mälardalen med MPEG2-komprimering, flyttades till sändarnät 5 dock med samma täckning som tidigare.

Den 17 juni 2010 meddelades tillstånd för sammanlagt fjorton nya kanaler; nio HDTV-kanaler, fyra SDTV-kanaler och en regional kanal. Kulturdepartementet meddelade att de gett SVT och UR tillstånd att sända hd-versioner av SVT1 och SVT2 i marknätet. Samma dag gav Radio- och TV-verket tolv nya kanaler tillstånd att sända. De nya kanalerna som kommer att lanseras är hd-kanalerna, Canal+ HD Mix, Kanal 5 HD, MTV Live HD, National Geographic Channel HD, TV3 HD, TV4 HD och Viasat Sport HD samt sd-kanalerna Canal+ Series, Cartoon Network, Eurosport 2 och Viasat Fotboll samt den lokala TV-kanalen 24.UNT.
I september 2010 genomfördes några kanalförändringar när ZTV byttes ut mot TV10 den 7 september och Eurosport 2 började sända den 15.
Den 14 oktober 2010 meddelar Teracom att HDTV-sändningarna i marknätet inleds den 1 november. Fem kanaler är med från starten SVT1 HD och SVT2 HD som sänds okrypterat och MTV Live HD, National Geographic Channel HD och Canal+ Sport HD som blir en del av Boxers betal-TV-utbud. Sexton sändarstationer ska finnas med från starten och ytterligare sjutton förväntas få HDTV före årets slut, vilket innebär cirka 70 procents hushållstäckning. HDTV sänds via två sändarnät, multiplex 6 och 7. Multiplex 6 sänds via UHF i hela landet, medan multiplex 7 använder VHF från vissa sändare. SDTV-kanalen Canal+ Series börjar också sända den 1 november, medan TV4 HD inte börjar sända förrän den 18 december.
Den 2 december 2010 kommer två nya kanaler när Cartoon Network börjar sända och Discovery Travel & Living ersätts av TLC Sverige. I och med att Travel & Living ersattes av TLC fick den kanalen utökad sändningstid och började sända i huvudsak från tidig morgon till sen kväll. Kanalen delar sändningsutrymme med Discovery Sceince, fick därmed mindre sändningstid och därefter huvudsakligen sänder nattetid. TLC blev tillgänglig för flera tittare den 11 januari 2011, när kanalen bytte plats med Animal Planet. TLC sände därefter med MPEG-2, medan Animal planet sände med MPEG-4.
Canal+ Sport HD ersattes den 17 januari 2011 av Canal+ HD när man började sända filmer och serier på de tider då det inte fanns direktsänd sport. Kanal 5 blev den första av de tre stora kommersiella kanalerna att lansera sin HD-version den 1 februari 2011. TV3 HD började sända den 1 mars. Inledningsvis meddelades det att TV4 HD skulle börjat sända den 18 december 2010, men den lanseringen sköts upp till 3 mars 2011. I april 2011 började Boxer som första nordisk TV-leverantör sända 3DTV via marknätet.

### Tillståndsgivning 2012
Ytterligare en tillståndsprocess hölls under 2012. När ansökningstiden gick ut den 13 februari 2012 hade 26 ansökningar inkommit, varav alla utom en gällde nationella tillstånd. Det lediga utrymmet fanns i det sjunde sändarnätet, och inledningsvis sades detta omfatta antingen en HDTV-kanal eller tre SDTV-kanaler, men under tillståndsprocessen framkom att det fanns ledigt utrymme för fem SD-kanaler. Den 14 juni meddelas att tillstånd givits för BBC Entertainment, Canal+ Mix, TV4 News, Travel Channel och Viasat Explorer samt 24HD för lokala sändningar runt Helsingborg.
Canal+ Mix lanserades den 17 september som C More Hockey/Fotboll/Kids i samband med att Canal+ bytte namn till C More. TV4 News återkom den 1 oktober, inledningsvis som en krypterad frikanal  Travel Channel lanserades den 15 november, följt av BBC Entertainment den 13 december.

### Tillståndsgivning 2014
Alla tillstånd löpte ut den 31 mars 2014 och inför detta hade en ny tillståndsprocess inletts. Den 27 februari beslutade regeringen att en stor del av frekvenser som då användes till marksänd TV från den 1 april 2017 skulle användas för mobil telekommunikation, det så kallade 700 MHz-bandet. Teracom och Myndigheten för Radio- och TV fick således tidigarelägga ett skifte till mer effektiv utsändningsteknik.
Tillståndsprocessen medförde omfattande förändringar av marknätet. Sex kanaler förlorade sina sändningstillstånd: C More Hits, VH1, Star!, MTV Live HD, Showtime och Discovery Science. Dessutom fick Travel Channel kortad sändningstid, TV4 Film och TV4 Fakta blir tvungna att tidsdela ett kanalutrymme och TV4 Sport uppgraderades till HDTV. Sju nya SDTV-kanaler fick tillstånd att börja sända med start den 1 april: Fox Sverige, Aftonbladet TV, History, Al Jazeera English, Horse1, BBC Knowledge och Paramount Movie Channel.
Större förändringar planeras ske senast den 31 mars 2015.[uppföljning saknas] Enligt den plan som Teracom presenterat vid tillståndsgivningen skulle två av de nät som dittills sänt med den äldre standarden DVB-T går över till den mer effektiva DVB-T2. Det skulle komma innebära att ett stort antal kanaler ska gå över till mer effektiv komprimering och utsändningsteknik, DVB-T2 och MPEG-4/AVC. Detta påverkar i huvudsak mindre populära kanaler och premiumkanaler som C More. De flesta kanaler som tidigare sänt med de äldre standarderna DVB-T och MPEG-2 får fortsätta sända med dessa tillsvidare.
TV3, TV4 och Kanal 5 fick fortsätta parallellsända SDTV och HDTV fram till 31 mars 2017.[uppföljning saknas] Därefter löper deras tillstånd för SDTV ut och kanalerna får bara sända HDTV. Vid tillståndsgivningen utgick man från att antalet sändarnät skulle minska från sju till fem den 1 april 2017 när TV-sändningarna flyttar från 700 MHz-bandet. Därför ansåg man inte att man kunde motivera parallellsändningar efter detta datum. Eventuellt kan man koordinera ett sjätte nät före eller efter 1 april 2017.
Tabellen nedan visar hur kanalerna har ålades att förändra sin utsändning. Fetmarkering innebär ny kanal eller förändrad utsändning. Tabellen visar hur tillstånden var skrivna när de delades ut, vilket inte alltid stämde överens med den faktiska utvecklingen.
| Sändningstyp | Fram till 31 mars 2014 | 1 april 2014-senast 31 mars 2015 | Efter 31 mars 2015 |
| --- | --- | --- | --- |
| SDTV MPEG-2 DVB-T | C More First, C More Hits, C More Sport, TLC, Discovery Channel, Eurosport, MTV, Nickelodeon, VH1, Kanal 9, Kanal 5, Kanal 11, Disney Channel, CNN, TNT, Silver, TV12, Sjuan, TV4, TV4 Fakta, TV4 Film, TV10, TV8, TV6, TV3, Comedy Central | C More First, C More Sport, TLC, Discovery Channel, Eurosport, MTV, Nickelodeon, Paramount Channel, Kanal 9, Kanal 5, Kanal 11, Disney Channel, CNN, TNT, Silver, TV12, Sjuan, TV4, TV4 Fakta, TV4 Film, TV10, TV8, TV6, TV3, Comedy Central | TLC, Discovery Channel, MTV, Nickelodeon, Kanal 9, Kanal 5, Kanal 11, Disney Channel, CNN, TNT, Silver, TV12, Sjuan, TV4, TV4 Fakta, TV4 Film, TV10, TV8, TV6, TV3, Comedy Central                                                                  |
| SDTV AVC DVB-T | Axess TV, BBC World News, C More Series, Animal Planet, Eurosport 2, Kanal Global, Disney XD, Cartoon Network, TCM, TNT Star!, Showtime | History, Aftonbladet TV, Al Jazeera English, Axess TV, BBC World News, C More Series, BBC Knowledge, Animal Planet, Horse1, Kanal Global, Disney XD, Cartoon Network, TCM                                                                    | |
| SDTV AVC DVB-T2 | BBC Entertainment, C More Fotboll/Hockey/Kids, Travel Channel, TV4 Sport, Viasat Explorer | BBC Entertainment, C More Fotboll/Hockey/Kids, Fox Sverige, Nick Jr., Travel Channel, Viasat Explorer | History, Aftonbladet TV, Al Jazeera English, Axess TV, BBC World News, Eurosport 2, BBC Knowledge, BBC Entertainment, C More First, C More Series, Horse1, Kanal Global, Nick Jr., Travel Channel, Disney XD, Cartoon Network, TCM, Viasat Explorer |
| HDTV AVC DVB-T2 | C More HD Mix, National Geographic Channel HD, Nick Jr., MTV Live HD, Kanal 5 HD, TV4 HD, TV3 HD | C More HD Mix, National Geographic Channel HD, Kanal 5 HD, TV4 Sport HD, TV4 HD, TV3 HD | C More HD Mix, C More Sport*, C More Fotboll/Hockey/Kids*, Animal Planet*, Eurosport*, Fox Sverige*, National Geographic Channel HD, Kanal 5 HD, TV4 Sport HD, TV4 HD, TV3 HD                                                                       |
| * Fem kanaler är skyldiga att gå över till HDTV senast den 31 mars 2015 under förutsättning att utrymme kan beredas för detta. SVT:s och UR:s kanaler omfattas inte av MRTV:s tillståndsprocess. | | | |

Star!, MTV Live, Showtime och Discovery Science slutade sända omedelbart den 1 april. C More Hits, TV4 Fakta och TV4 Film fick tillfälliga tillstånd som lät dem sända som tidigare i några veckor. Den 15 april upphörde tillståndet för C More Hits. Istället sända inom ramen för C More HD Mix sändningstillstånd, främst dagtid på vardagar och fredagskvällar. De förlängda tillståndet för TV4 Film och TV4 Fakta upphörde den 29 april. Därefter sänder TV4 Fakta vardagar och TV4 Film på helger med start fredagar klockan 21.00
BBC Knowledge och History var de första av de nya kanalerna att börja sända. Al Jazeera English följde den 24 april och Horse1 lades till den 29 april. Den 7 maj började TV4 Sport sändas med HD-kvalité. VH1 fortsatte sända fram till den 16 december 2014 när kanalen ersattes av Paramount Channel.
Aftonbladet valde att lämna tillbaka sitt tillstånd i oktober 2014. Myndigheten för radio och TV inledde en tillståndsprocess för att hitta en kanal som kunde fylla Aftonbladets tomma kanalplats. Tretton ansökningar kom in, varav flera från kanaler med begränsad sändningstid som ville sända dygnet runt. Den 19 december meddelade myndigheten att man beslutat att TV4 Fakta och Travel Channel skulle få tillstånd att sända dygnet runt. Den tidigare tillståndsbeslutet hade begränsat deras sändningstid. Dessutom gavs TV4 Film rätt att sända 18.00-6.00. Förändringarna implementerades den 10 februari för Travel Channel och den 19 februari för TV4 Fakta och TV4 Film.
Kanal Global slutade sända den 15 februari 2015. Tillståndet fördes över till SBS Discovery som började sända Investigation Discovery. Dessutom lades C More Kids ner och ersattes av C More Emotion den 1 februari.
National Geographic Channel HD bytte till den lediga kanalplatsen efter Kanal Global den 12 maj 2015. Den 16 juli 2015 upphörde Silver och ersattes med Boomerang med sändningstid kl 06-21. Samtidigt började Cartoon Network sända dygnet runt. Efter att Horse1 drabbats av ekonomiska problem såldes kanalen till konkurrenten Horse & Country TV som ersatte Horse1 i marknätet den 1 mars 2016.
I samband med tillståndsgivningen i mars 2014 villkorades flera tillstånd med en övergång till mer effektiv teknik senast den 31 mars 2015. Dessa förändringar genomfördes dock inte då utan sköts på framtiden genom att myndigheten ändrade tillståndsvillkoren. Genom ett beslut i september 2015 bestämdes det istället att de kanalerna skulle sända med DVB-T2-teknik senast den 31 mars 2016. De kanaler som berördes av detta beslut var History, Al Jazeera, Axess, BBC World News, BBC Knowledge, C More First, C More Sport, C More Series, Animal Planet, Eurosport 2, Fox, Horse1, Investigation Discovery, Disney XD, Boomerang och TCM. Dessutom ålades C More Fotboll/Hockey/Emotions att sända högupplöst samma datum om möjligt.
C More Emotion och C More Action slogs ihop till C More Stars den 1 september 2016 och ersatte C More Emotion i tidsdelningen. Programbolaget Turner slutade sända TCM i Norden från och med 1 juni 2017. Även Viacom slutade sända Paramount channel i Norden från och med 30 juni 2017. Den 8 september 2017 tillkom musikkanalen VH1 som Boxer visar klockan 22–06.
Av de olika satsningarna på lokalt sända kanaler var det efter nedläggningen av Kanal Lokal främst kanaler startade av NTM-koncernens tidningar som fanns kvar. Under år 2016 lades dock 24Norrbotten och 24UNT som sände över Norrbotten respektive Uppsala ner. Även NTM:s östgötska kanaler 24nt och 24Corren avvecklades i början av år 2018.
Den 1 februari 2018 ersatte Sportkanalen TV4 Sport. Den 10 april 2018 upphörde utsändningen av SVT:s uppläst text på separata kanaler.
Comedy Central började sända dygnet runt den 12 juni 2018. TV3 Sport började sända den 28 augusti 2018 medan Viasat Explore upphörde. C More Sport ersattes med C More Golf den 1 september 2018. Samtidigt började man visa C More Fotboll/Hockey/Stars i HD-format och i stället visa C More Live/Hits med standardupplösning.
Den 15 januari 2019 bytte Comedy Central namn till Paramount Network och kommer att få ett bredare innehåll. TNT Sverige upphörde med sin TV-kanal den 31 januari 2019 och har den kvar enbart som en play-kanal. Kanalplatsen övertogs den 5 mars 2019 av Viasat Series. Kanalerna Disney Channel och Disney XD upphörde den 1 maj 2019 på grund av att man inte kom överens om avtalsvillkoren.
Den 2 december 2019 flyttade Eurosport 1 till nät 3 och VH1 till nät 5.
I december 2019 var det dags för nya avtalsförhandlingar med Telia om TV4-kanalerna och C More. Efter en tids nedsläckning, 10-21 december, var ett avtal klart, dock inte för TV4 Film, TV4 Fakta och playkanalen TV4 Guld. Dessa kom inte heller med i det slutliga avtalet i mars 2020.

### Utrymningen av 700 MHz-bandet
I januari 2016 lade Post- och telestyrelsen fram sin rapport om hur övergången till mer effektiv sändningsteknik skulle gå till rent tekniskt.
Arbetet med att utrymma 700 MHz-bandet, över 694 MHz, inleddes den 15 mars 2016 genom att fyra kanaler fick förändrad sändningsteknik. Samtidigt infördes en ny "mer logisk" kanallista. TV4 Film och CNN gick över från MPEG-2 till MPEG-4, Al Jazeera English började sändas med DVB-T2-teknik, liksom Animal Planet som samtidigt blev en HDTV-kanal.
Nedan följer en tidsplan över DVB-T2 omläggningen. Eftersom regeringen beslutade att utrymningen av 700 MHz-bandet inte behövde vara klar förrän efter maj 2018, reviderades tidsplanen för 2017.
| Datum             | Område                                           |
| ----------------- | ------------------------------------------------ |
| 5 april 2016      | Kiruna, Pajala                                   |
| 19 april 2016     | Gällivare                                        |
| 3 maj 2016        | Kalix, Älvsbyn, Överkalix                        |
| 17 maj 2016       | Arvidsjaur                                       |
| 31 maj 2016       | Lycksele, Storuman                               |
| 30 augusti 2016   | Örnsköldsvik, Sundsvall, Sollefteå               |
| 13 september 2016 | Skellefteå, Umeå, Vännäs                         |
| 27 september 2016 | Tåsjö                                            |
| 4 oktober 2016    | Sveg, Hudiksvall, Bollnäs                        |
| 18 oktober 2016   | Östersund, Ånge                                  |
| 25 oktober 2016   | Mora                                             |
| 8 november 2016   | Gävle, Uppsala, Östhammar                        |
| 22 november 2016  | Norrköping, Västervik, Visby                     |
| 6 december 2016   | Göteborg                                         |
| 13 december 2016  | Bäckefors, Uddevalla, Trollhättan                |
| 25 april 2017     | Sunne, Filipstad, Karlstad                       |
| 30 maj 2017       | Borlänge, Örebro, Västerås                       |
| 13 juni 2017      | Borås                                            |
| 5 september 2017  | Jönköping, Nässjö, Motala, Kisa                  |
| 19 september 2017 | Skövde, Varberg, Halmstad, Finnveden             |
| 3 oktober 2017    | Vislanda, Emmaboda                               |
| 17 oktober 2017   | Helsingborg, Hörby, Malmö, Karlshamn, Karlskrona |
| 31 oktober 2017   | Stockholm                                        |

I samband med att omläggningen gjordes minskades antalet sändarnät som sänds ut från de berörda masterna från sju till sex. Det sändarnät som släcks ner var nät 4. Nät 5 byter samtidigt sändningsteknik från DVB-T till DVB-T2. Efter förändringen använder nät 1, 2 och 3 DVB-T-teknik med kanaler i MPEG-2-kompression, medan nät 5, 6 och 7 sänder med DVB-T2-teknik och MPEG-4-kompression.
Samtidigt genomfördes ett antal förändringar genom att ett stort antal kanaler bytte plats. Kanaler som tidigare sänt med MPEG-2-kompression via nät 4 och 5 och skulle fortsätta med det fördelades på nät 1, 2 och 3. Flera av dessa kanaler, TV3, Kanal 5, Kanal 9 och Eurosport, parallellsändes i både det gamla och det nya nätet från den 5 april 2016 till dess att frekvensomläggningen var gjord. Ett antal kanaler som sänts från nät 2, 3 och 4 flyttades till nät 5.
De kanaler som bytte från DVB-T till DVB-T2 var BBC World News, BBC Earth, Animal Planet, Axess TV, TNT, History Channel, Boomerang, Investigation Discovery, TV4 Film, Al Jazeera, Cartoon Network, TCM, Horse & Country, Fox, CNN, C More Sport/SF-kanalen, C More Series, C More First, Eurosport 2 och Disney XD.
Utrymningen av 700 MHz-bandet avslutades den 5 december 2017 med att gamla service ID (SID) togs bort. Det medgav att Boxers EPG (Electronic Program Guide) kunde återgå till att visa full information för en hel vecka. Under utrymningen hade full information varit begränsad till cirka 12 timmar.
Under 2019 och 2020 utrymde grannländerna Danmark och Norge sina 700 MHz-band. Därför behövde sändningsfrekvenser ändras även i Sverige. Tidsplanen var
| Datum               | Område                                                          |
| ------------------- | --------------------------------------------------------------- |
| 7 maj 2019          | Halmstad, Varberg, Finnveden, Vislanda och del av Borås         |
| 10 september 2019   | Karlskrona, Karlshamn, Malmö, Helsingborg och Hörby             |
| 17 september 2019   | Den mindre stationen i Karlanda, i Årjängs kommun, Värmland     |
| 1 oktober 2019      | Göteborg, Uddevalla, Trollhättan, Bäckefors, Sunne och Karlstad |
| 18 februari 2020    | Göteborg, Uddevalla, Trollhättan och Bäckefors                  |
| 17 mars 2020        | Emmaboda                                                        |
| 21 april 2020       | Karlskrona, Karlshamn, Malmö, Helsingborg och Hörby             |
| 22 september 2020 * | Jönköping, Kisa och Nässjö                                      |
| 6 oktober 2020      | Borås och Vislanda                                              |

- Sista etappen sköts upp från den 5 maj 2020 och delades upp i två.[130]

### Tillståndsgivning 2020
Myndigheten för press, radio och TV annonserade den 29 augusti 2019 ut möjligheten att ansöka om sändningstillstånd för det marksända TV-nätet. Som grund för tillståndsprocessen togs det fram ett strategidokument. Det inkom 78 ansökningar från tjugo bolag. Den 18 februari 2020 beslutades de nya sexåriga sändningstillstånden, som började gälla från den 1 april 2020. Beslut och dokument finns här.
Nya kanaler var Viasat Film Premiere (sd), Viasat Hockey (sd), Viasat Motor (sd) och Viasat Sport Premium (sd). De kanaler som utgick var BBC Brit, Boomerang, History, Horse & Country, Travel Channel och VH1. MTV:s sändningstillstånd begränsades till sen kväll och natt efter 22:00.
Förändringarna motiverades på olika sätt. Antalet tillstånd för barnkanaler minskades drastiskt jämfört med 2014 med hänvisning till att barn tittar mindre på linjär TV. Disney nekades tillstånd med specifik hänvisning till att de inte sänt de barnkanaler de haft tillstånd för sedan april 2019. BBC Brit och Travel Channel förlorade sina tillstånd med hänvisning till att kanalerna hade mindre bredd än andra kanaler. Horse & Country hade enbart sökt tillstånd för HD-sändningar.
Inledningsvis förändrades inget vad gällde HD-sändningar, med fortsatt parallellsändning i både SD- och HD-kvalitet av TV3, TV4 och Kanal 5. Under tillståndsperioden planerades en övergång till MPEG-4 i nät 2 och 3. Det skulle innebära att parallellsändningarna upphör och att C More Hockey & Hits, Eurosport 1, Kanal 9, Viasat Film Premiere och Viasat Sport Premium kan börja sända med HD-kvalitet.
Bolaget Viasat Consumer lämnade Nordic Entertainment Group och slogs samman med Canal Digital medan Viasat-kanalerna finns kvar hos NENT. Detta medförde att Viasat i kanalernas namn kortades till bara V samt att Viasat Sport ändrades till V Sport 1. Fight Sports började sändas den 23 juni 2020. TV3 Sport lades ner och ersattes av V Sport Extra den 18 augusti 2020. När de nya tillstånden började gälla befann sig TV4/Telia och Boxers ägare Tele2/Com Hem i en distributionskonflikt, vilket innebar att TV4 Film och TV4 Fakta inte sändes. Den 19 augusti 2020 återkallades tillstånden för TV4 Film och TV4 Fakta.
Kanalen Fox upphörde 1 januari 2021. Den 20 januari 2021 återkom kanalen History. Den 24 februari 2021 började National Geographic Wild sändas. Den 28 april 2021 började Godare sändas mellan kl 18 och 06. Den 1 oktober 2021 övergick TV6 till att bli en betalkanal efter att tidigare ha varit en frikanal.
Från den 5 oktober 2021 fram till den 28 oktober 2021 kommer HDTV omläggningen äga rum. Efter den 1 november 2021 kommer SVT1, SVT2, TV3, TV4 och Kanal 5 enbart sända i HDTV format. Det som krävs för att ta in kanalerna efter omläggningen är en mottagare för MPEG-4. Dessutom kommer ytterligare några kanaler att övergå till HDTV-format. De är Kanal 9, Eurosport 1, V film premiere, V sport premium och C More Hockey. Kanal 9, Eurosport 1 och V Film Premiere övergick inte omedelbart till HD. 
ViacomCBS lade ner kanalen Paramount Network den 1 januari 2022. Den frigjorda kanalplatsen övertogs under januari av MTV, som därmed kunde sändas hela dygnet. Dess kanalplats gick till VH1 som har fått det nya namnet MTV 00s. Denna kanal sänder under natten 22.00 - 5.00. V film action ersatte V film premiere den 16 mars 2022.
Den regionala uppdelningen av TV3 och Kanal 5 upphörde den 10 januari 2023. Den regionala uppdelningen av TV4 ändrades dagen efter.
BBC World News bytte namn till BBC News den 3 april 2023. BBC Brit och BBC Earth ersattes den 17 april 2023 av BBC Nordic med innehåll från båda de tidigare kanalerna.
Den 14 augusti 2023 slogs C More Play ihop med TV4 Play och alla kanaler som tidigare hade C More i namnet fick TV4 som prefix i stället. Kanalerna C More First, C More Series och C More Mix lades ner. I stället tillkom två sportkanaler TV4 Motor och TV4 Tennis. TV4 Stars och TV4 Hits fick överta kanalplatserna efter C More First och C More Series. Även tidsdelningen ändrades något.

### Boxer avvecklar programkort
I maj 2024 meddelade Boxer att man stegvis skulle börja avveckla de programkort som används för att ta emot betal-TV via marknätet och helt gå över till en bredbandslösning. Något definitivt slutdatum angavs inte inledningsvis. Den 31 december 2024 upphörde sändningar av betalkanaler i marknätet, något som Boxer meddelade den 14 augusti 2024. I samband med övergången skickade Boxer ut nödvändig hårdvara till sina kortkunder, enligt Boxers webbplats. Frikanalerna, som inte kräver programkort, påverkades inte av ändringen.

## Övergången

Karta som visar hur den analoga släckningen framskred.

Övergången till det digitala nätet, egentligen släckningen av det analoga nätet (det digitala igång redan innan släckningen började) är sedan den 29 oktober 2007 helt genomförd.

### Etapp 1
De första stationerna att släckas blev Motala, Gävle och Gotland (samt nio småstationer), vilket berörde 155 000 hushåll i tolv kommuner. I december 2004 bestämde man att det skulle ske mellan 1 september och 13 december 2005. Detta enligt en bestämd tidsplan med start den 19 september 2005 på Gotland.
Släckningen på Gotland inleddes klockan 9.45 på morgonen genom släckning av de analoga sändningarna av SVT2 och TV4 samt alla digitala sändningar. Under dagen skedde "tekniskt arbete med sändarna", det vill säga att vissa kanaler flyttades till lägre frekvenser. Under denna tid skulle det vara sändningsuppehåll fram till klockan 18.00 då de digitala sändningarna skulle återupptas, enligt planeringen (man hann dock återuppta sändningarna på Gotland något tidigare). Analoga SVT1 fortsatte dock att sända hela dagen och släcktes inte förrän den 3 oktober. Samma tidsplan gällde i Gävle den 10 oktober. I Motala krävdes dock inget sändningsavbrott för frekvensomflyttningar under dagen som man haft i Gävle och på Gotland; de analoga sändningarna släcktes utan att de digitala behövde avbrytas. Även i Gävle och Motala fortsatte SVT1 sända i ytterligare två veckor (även om det ursprungligen var sagt TV4 skulle vara den kanal som sände under övergångsperioden i Motala).

### Etapp 2
Enligt digital-TV-kommissionens förslag som kom i april 2005 skulle den analoga nedsläckningen ske i fem etapper andra halvan av 2005, första halvan av 2006, andra halvan av 2006, första halvan av 2007 och andra halvan av 2007. I maj 2005 var den första etappen redan beslutad.
Den 22 juni 2005 godkändes förslaget av regeringen med viss förändring. Förändringen bestod av att man flyttade vissa sändare mellan etapperna. Bland annat flyttades sändarna i Västerås och Örebro från etapp 3 till etapp 2 så att fler hushåll berördes tidigare. Anledningen till detta var enligt Pagrotsky att man ville sätta ökad press på handeln och tillverkarna så att billigare och bättre boxar tillhandahålls. Pagrotsky hade veckan före meddelat att han skulle skåla i champagne med tillverkare som kan sälja en digitalbox under 500 kronor (och som blivit godkänd i de tester som krävdes). Löftet kunde infrias den 18 november 2005 då han skålade tillsammans med tillverkaren Emitor som då började sälja sin Smartbox T10 för 499 kronor på detaljhandelskedjan El-Giganten.
Etapp 2, februari-maj 2006 omfattar 940 000 hushåll i Mellansverige. Den inleddes med sändarna Norrköping/Krokek och Kisa den 27 februari och gjorde att de sista delarna av Östergötland blev "digitala". Liksom i etapp 1 fortsatte SVT1 sända analogt två veckor efter släckningen. På Krokekssändaren behövdes inget avbrott i de digitala sändningarna under dagen, men Kisasändaren gjorde ett sändningsuppehåll på knappt två timmar för att låta SVT:s kanaler byta frekvens.
Den andra delen av etapp 2 omfattar storsändarna Uppsala/Vedyxa, Västerås/Lillhärad, Örebro/Lockhyttan och Östhammar samt slavsändare. Den analoga sändningen av SVT2 och TV4 släcks 9.45 den 3 april 2006. För Västerås/Lillhärad släcks också de digitala sändningarna för att återupptas under dagen efter frekvensomflyttning. För de övriga tre huvudsändarna sker ingen sådan omflyttning. SVT1 fortsätter sända analogt fram till den 18 april.
Sist ut i etapp 2 var sändarna i Dalarnas län och resterande Gävleborgs län: Bollnäs, Borlänge/Idkerberget, Hudiksvall/Forsa samt Mora/Eldris. Här släcktes SVT2 och TV4 klockan 9.45 den 2 maj 2006. Alla sändare berördes av den digitala frekvensomflyttningen som innebär att de digitala sändningarna hade ett sändningsuppehåll under dagen.

### Etapp 3
Hela etapp 3 genomfördes samtidigt den 6 november 2006. Den omfattar 735 000 hushåll i södra Sverige, närmare bestämt Halland, Småland, Öland och delar av Västra Götalands län samt de tio storsändarna Borås, Emmaboda, Finnveden, Halmstad, Jönköping, Nässjö, Skövde, Varberg, Vislanda och Västervik. Analoga SVT2 och TV4 släcktes 9.45. För sju av sändarna gjordes en frekvensflyttning som medförde ett sändningsuppehåll under dagen.

### Etapp 4
Etapp 4, mars-maj 2007 omfattade 1 120 000 hushåll och inleddes den 12 mars när Nackasändaren, som förser större delen av Stockholmsregionen med marksändningar släcks ner.
Större delen av Norrland digitaliserades därefter, först i södra Norrland den 16 april 2007 följt av norra Norrland 14 maj 2007 (undantaget Västerbotten).

### Etapp 5
Etapp 5, september-november 2007 omfattade återstoden av hushållen, 1 355 000. Dessa var geografiskt placerade i Västerbottens län, Västsverige mellan Värmland och Göteborg samt Skåne och Blekinge, vilka var analoga längst tid.

### Tidsplan
Nedan följer en tidsplan över släckningen.
| Datum             | Område                                                                                        | Kanaler      |
| ----------------- | --------------------------------------------------------------------------------------------- | ------------ |
| 19 september 2005 | Gotland                                                                                       | SVT2 och TV4 |
| 3 oktober 2005    | Gotland                                                                                       | SVT1         |
| 10 oktober 2005   | Gävle                                                                                         | SVT2 och TV4 |
| 24 oktober 2005   | Gävle                                                                                         | SVT1         |
| 21 november 2005  | Motala                                                                                        | SVT2 och TV4 |
| 5 december 2005   | Motala                                                                                        | SVT1         |
| 27 februari 2006  | Kisa, Norrköping                                                                              | SVT2 och TV4 |
| 13 mars 2006      | Kisa, Norrköping                                                                              | SVT1         |
| 3 april 2006      | Västerås, Uppsala, Örebro, Östhammar                                                          | SVT2 och TV4 |
| 18 april 2006     | Västerås, Uppsala, Örebro, Östhammar                                                          | SVT1         |
| 2 maj 2006        | Bollnäs, Borlänge, Hudiksvall, Mora                                                           | SVT2 och TV4 |
| 16 maj 2006       | Bollnäs, Borlänge, Hudiksvall, Mora                                                           | SVT1         |
| 6 november 2006   | Borås, Emmaboda, Finnveden, Halmstad, Jönköping, Nässjö, Skövde, Varberg, Vislanda, Västervik | SVT2 och TV4 |
| 20 november 2006  | Borås, Emmaboda, Finnveden, Halmstad, Jönköping, Nässjö, Skövde, Varberg, Vislanda, Västervik | SVT1         |
| 12 mars 2007      | Stockholm                                                                                     | SVT2 och TV4 |
| 26 mars 2007      | Stockholm                                                                                     | SVT1         |
| 16 april 2007     | Sollefteå, Sundsvall, Sveg, Tåsjö, Ånge, Örnsköldsvik, Östersund                              | SVT2 och TV4 |
| 30 april 2007     | Sollefteå, Sundsvall, Sveg, Tåsjö, Ånge, Örnsköldsvik, Östersund                              | SVT1         |
| 14 maj 2007       | Arvidsjaur, Gällivare, Kalix, Kiruna, Pajala, Älvsbyn, Överkalix                              | SVT2 och TV4 |
| 28 maj 2007       | Arvidsjaur, Gällivare, Kalix, Kiruna, Pajala, Älvsbyn, Överkalix                              | SVT1         |
| 3 september 2007  | Filipstad, Karlstad, Lycksele, Skellefteå, Storuman, Sunne, Vännäs                            | SVT2 och TV4 |
| 17 september 2007 | Filipstad, Karlstad, Lycksele, Skellefteå, Storuman, Sunne, Vännäs                            | SVT1         |
| 24 september 2007 | Bäckefors, Göteborg, Trollhättan, Uddevalla                                                   | SVT2 och TV4 |
| 8 oktober 2007    | Bäckefors, Göteborg, Trollhättan, Uddevalla                                                   | SVT1         |
| 15 oktober 2007   | Helsingborg, Hörby, Karlshamn, Karlskrona, Malmö                                              | SVT2 och TV4 |
| 15 oktober 2007   | Hörby                                                                                         | SVT1         |
| 29 oktober 2007   | Helsingborg, Karlshamn, Karlskrona, Malmö                                                     | SVT1         |

### Information
För att göra osäkra tittare uppmärksamma på om de behöver byta eller ej har riktade informationskampanjer förekommit i de berörda områdena. Bland annat monterade Teracom en textgenerator på Motalamasten som skickar ut en kryptext med information under ett par veckor.

### Val av plattform
Innan övergången inleddes mottog uppskattningsvis 30 procent av svenskarna sina TV-sändningar från marknätet. De som berörts har haft flera alternativ för hur de ska ta emot television efter övergången: Marksänd fri-TV, marksänd betal-TV (Boxer), satellit-TV (Canal Digital eller Viasat), kabel-TV eller IPTV-lösningar.
Enligt de undersökningar som gjorts efter etapp 1, 2 och 3 av Mediavision för Digital-TV-kommissionen har större delen av de som påverkats av övergången valt en lösning för marknätet. Övergången har också inneburit en omfattande tillväxt för betal-TV, av de som behövt gå över har majoriteten valt en betal-TV-lösning.
Följande tabell visar fördelningen av distributionsform bland de som skaffat digital-TV en månad före övergången, eller senare, enligt undersökningar gjorda av Mediavision för Digital-TV-kommissionen.
| Etapp | Marksänt | Marksänt | Satellit | Kabel | IPTV |         |
| Etapp | Fri-TV   | Betal-TV | Satellit | Kabel | IPTV |         |
| ----- | -------- | -------- | -------- | ----- | ---- | ------- |
| 1     | 38%      | 37%      | 18%      | 9%    | 2%   | [ 172 ] |
| 2     | 41%      | 30%      | 9%       | 28%   | 1%   | [ 173 ] |
| 3     | 41%      | 37%      | 9%       | 22%   | 1%   | [ 174 ] |

## MUX-innehåll

Denna karta visar vilka huvudsändare som eventuellt inte kommer sända kan sända den sjunde multiplexen via UHF, enligt en preliminär frekvensindelning från PTS i december 2008.

Sedan år 2010 finns det sju multiplexer (förkortat MUX, sändarnät med ungefär fem-sju TV-kanaler i varje nät) i det digitala marknätet.
Efter den analoga nedsläckningen täcker MUX1 99,8 procent av befolkningen, medan MUX2, 3, 4 och 5 täcker 98 procent och MUX6 täcker 80 procent. MUX7 täcker för närvarande bara 30 procent av befolkningen men kommer täcka 80 procent före slutet av 2010. 2011 ska MUX7 ha 98 procent.
MUX1-5 används till SDTV-sändningar, medan MUX6 och 7 kommer användas till HDTV-sändningar.
Sammanlagd bandbredd för ett nät är 22 Mbit/s. Varje sändarnät rymmer sammanlagt 4-5 kanaler, men genom användning av statistisk multiplexering har man lyckats få in maximalt sju kanaler i vissa nät.
MUX1 är reserverad för public service, det vill säga SVT och UR. För de flesta regioner finns det även möjlighet att ta emot två regionala nyhetsprogram så att exempelvis vissa tittare i gränsområdet mellan Västnytts och Värmlandsnytts regioner kan ta emot båda nyhetsprogrammen. Detta har gjorts för att rätta till fel när TV-sändarnas områden inte överensstämt med länsgränserna och nyhetsprogrammens regioner. SVT har dock meddelat att de kan erbjuda ledig plats för andra kanaler i MUX1 som kompensation för SVT1 HD och SVT2 HD.
Sedan juni 2010 ser uppdelningen ut så här. Sändningarna i multiplex 6 började dock först 1 december 2009. Utbyggnaden av MUX6 fortsätter under 2010 och kommer täcka 98% när utbyggnaden är klar. 2010 kommer även MUX7 som att byggas ut.
Den 1 juni tömdes MUX6-7 på dåvarande kanaler som kom att flytta till MUX5. Detta för att kunna förbereda MUX6-7 för HDTV senare under 2010.
Den 17 juni 2010 fick TV3 HD, TV4 HD, Kanal 5 HD, Canal + HD Mix, MTV Live HD, National Geographic Channel HD och Viasat Sport HD tillstånd att sända i Teracoms digitala marknät. Även SVT1 HD och SVT2 HD fick tillstånd av regeringen att börja sända.
Likaså tillkom även ett antal nya kanaler i SD. Dessa blev Canal+ Series, Cartoon Network, Eurosport 2, Viasat Fotboll och 24.UNT.
Den 3 augusti 2010 upphörde SR:s kanaler i MUX1.
Det var planerat att MUX 4-5 skulle byta sändningsteknik till DVB-T2 någon gång efter 1 april 2015. Då skulle Kunskapskanalen och Barnkanalen/SVT24 inleda sändningar i HDTV-format. Senare under 2016/2017 skulle MUX 2-3 byta till DVB-T2. Den 17 september 2015 meddelade SVT att Teracom har avbrutit bytet och att det därför inte finns plats för SVT att utöka antalet HD-kanaler.
För att ta emot MUX 1-2 krävs i dagsläget en DVB-T mottagare och UHF-antenn för kanal 21-48, 470-690 MHz. MUX 3,5-6 som också ligger på UHF-bandet kräver en DVB-T2 mottagare. MUX 7 kräver även den en DVB-T2 mottagare och även en VHF-antenn för kanal 5-12, 174-230 MHz i vissa områden, främst vid västkusten och i södra Sverige där det råder brist på lediga frekvenser. I övriga områden ligger MUX 7 på UHF-bandet. Vid frekvensomläggningarna under 2020 infördes DVB-T2 i MUX 3 för vissa sändare.
Det begränsade utrymmet gör att vissa kanaler bara får sända under en del av dygnet.
Efter MPEG4-migrationen i oktober 2021 sänds samtliga kanaler med MPEG4. Flera kanaler fick en ny MUX-inplacering och några övergick till HD-format.
Sedan 2025 sänds endast fri-tv i DVB-T/T2 i Sverige. Det innebär att en eller ibland två muxar sänds vid varje sändare.
| Multiplex 1 (DVB-T, MPEG4)                                      | Multiplex 1 (DVB-T, MPEG4)             | Multiplex 1 (DVB-T, MPEG4)             | Multiplex 1 (DVB-T, MPEG4)             | Multiplex 1 (DVB-T, MPEG4)             | Multiplex 1 (DVB-T, MPEG4)             | Multiplex 1 (DVB-T, MPEG4)             | Multiplex 1 (DVB-T, MPEG4)             | Multiplex 1 (DVB-T, MPEG4)             | Multiplex 1 (DVB-T, MPEG4)             | Multiplex 1 (DVB-T, MPEG4)             | Multiplex 1 (DVB-T, MPEG4)             | Multiplex 1 (DVB-T, MPEG4)             | Multiplex 1 (DVB-T, MPEG4)       | Multiplex 1 (DVB-T, MPEG4)       | Multiplex 1 (DVB-T, MPEG4)       | Multiplex 1 (DVB-T, MPEG4)       | Multiplex 1 (DVB-T, MPEG4)       | Multiplex 1 (DVB-T, MPEG4)       | Multiplex 1 (DVB-T, MPEG4)       | Multiplex 1 (DVB-T, MPEG4)       | Multiplex 1 (DVB-T, MPEG4)       | Multiplex 1 (DVB-T, MPEG4)       | Multiplex 1 (DVB-T, MPEG4)       |
| --------------------------------------------------------------- | -------------------------------------- | -------------------------------------- | -------------------------------------- | -------------------------------------- | -------------------------------------- | -------------------------------------- | -------------------------------------- | -------------------------------------- | -------------------------------------- | -------------------------------------- | -------------------------------------- | -------------------------------------- | -------------------------------- | -------------------------------- | -------------------------------- | -------------------------------- | -------------------------------- | -------------------------------- | -------------------------------- | -------------------------------- | -------------------------------- | -------------------------------- | -------------------------------- |
| SVT1 HD (fri-tv, HDTV, i olika regionala varianter)             |                                        |                                        |                                        |                                        |                                        |                                        |                                        |                                        |                                        |                                        |                                        |                                        |                                  |                                  |                                  |                                  |                                  |                                  |                                  |                                  |                                  |                                  |                                  |
| SVT2 HD (fri-tv, HDTV)                                          |                                        |                                        |                                        |                                        |                                        |                                        |                                        |                                        |                                        |                                        |                                        |                                        |                                  |                                  |                                  |                                  |                                  |                                  |                                  |                                  |                                  |                                  |                                  |
| Kunskapskanalen (fri-tv, vardagar 9.00-1.00, helger 12.00-1.00) |                                        |                                        |                                        |                                        |                                        |                                        |                                        |                                        |                                        |                                        |                                        |                                        |                                  |                                  |                                  |                                  |                                  |                                  |                                  |                                  |                                  |                                  |                                  |
| Barnkanalen (fri-tv, 5.30-20.00/21.00)                          | Barnkanalen (fri-tv, 5.30-20.00/21.00) | Barnkanalen (fri-tv, 5.30-20.00/21.00) | Barnkanalen (fri-tv, 5.30-20.00/21.00) | Barnkanalen (fri-tv, 5.30-20.00/21.00) | Barnkanalen (fri-tv, 5.30-20.00/21.00) | Barnkanalen (fri-tv, 5.30-20.00/21.00) | Barnkanalen (fri-tv, 5.30-20.00/21.00) | Barnkanalen (fri-tv, 5.30-20.00/21.00) | Barnkanalen (fri-tv, 5.30-20.00/21.00) | Barnkanalen (fri-tv, 5.30-20.00/21.00) | Barnkanalen (fri-tv, 5.30-20.00/21.00) | Barnkanalen (fri-tv, 5.30-20.00/21.00) | SVT24 (fri-tv, 20.00/21.00-5.30) | SVT24 (fri-tv, 20.00/21.00-5.30) | SVT24 (fri-tv, 20.00/21.00-5.30) | SVT24 (fri-tv, 20.00/21.00-5.30) | SVT24 (fri-tv, 20.00/21.00-5.30) | SVT24 (fri-tv, 20.00/21.00-5.30) | SVT24 (fri-tv, 20.00/21.00-5.30) | SVT24 (fri-tv, 20.00/21.00-5.30) | SVT24 (fri-tv, 20.00/21.00-5.30) | SVT24 (fri-tv, 20.00/21.00-5.30) | SVT24 (fri-tv, 20.00/21.00-5.30) |
| SVT1 HD (fri-tv, HDTV, i alternativa regionala varianter)       |                                        |                                        |                                        |                                        |                                        |                                        |                                        |                                        |                                        |                                        |                                        |                                        |                                  |                                  |                                  |                                  |                                  |                                  |                                  |                                  |                                  |                                  |                                  |

| Multiplex 2 (DVB-T, MPEG4)                         | Multiplex 2 (DVB-T, MPEG4) | Multiplex 2 (DVB-T, MPEG4) | Multiplex 2 (DVB-T, MPEG4) | Multiplex 2 (DVB-T, MPEG4) | Multiplex 2 (DVB-T, MPEG4) | Multiplex 2 (DVB-T, MPEG4) | Multiplex 2 (DVB-T, MPEG4) | Multiplex 2 (DVB-T, MPEG4) | Multiplex 2 (DVB-T, MPEG4) | Multiplex 2 (DVB-T, MPEG4) | Multiplex 2 (DVB-T, MPEG4) | Multiplex 2 (DVB-T, MPEG4) | Multiplex 2 (DVB-T, MPEG4) | Multiplex 2 (DVB-T, MPEG4) | Multiplex 2 (DVB-T, MPEG4) | Multiplex 2 (DVB-T, MPEG4) | Multiplex 2 (DVB-T, MPEG4) | Multiplex 2 (DVB-T, MPEG4) | Multiplex 2 (DVB-T, MPEG4) | Multiplex 2 (DVB-T, MPEG4) | Multiplex 2 (DVB-T, MPEG4) | Multiplex 2 (DVB-T, MPEG4) | Multiplex 2 (DVB-T, MPEG4) |
| -------------------------------------------------- | -------------------------- | -------------------------- | -------------------------- | -------------------------- | -------------------------- | -------------------------- | -------------------------- | -------------------------- | -------------------------- | -------------------------- | -------------------------- | -------------------------- | -------------------------- | -------------------------- | -------------------------- | -------------------------- | -------------------------- | -------------------------- | -------------------------- | -------------------------- | -------------------------- | -------------------------- | -------------------------- |
| Kanal 5 HD (HDTV)                                  |                            |                            |                            |                            |                            |                            |                            |                            |                            |                            |                            |                            |                            |                            |                            |                            |                            |                            |                            |                            |                            |                            |                            |
| TV3 HD (HDTV)                                      |                            |                            |                            |                            |                            |                            |                            |                            |                            |                            |                            |                            |                            |                            |                            |                            |                            |                            |                            |                            |                            |                            |                            |
| TV4 HD (HDTV, fri-tv, i olika regionala varianter) |                            |                            |                            |                            |                            |                            |                            |                            |                            |                            |                            |                            |                            |                            |                            |                            |                            |                            |                            |                            |                            |                            |                            |
| TV Finland (fri-tv, lokalt i Stockholmsområdet)    |                            |                            |                            |                            |                            |                            |                            |                            |                            |                            |                            |                            |                            |                            |                            |                            |                            |                            |                            |                            |                            |                            |                            |

| TV6               |
| Sjuan             |
| TV8               |
| MTV               |
| TV10              |
| Kanal 11          |
| Discovery Channel |
| TLC               |
| TV12              |

| Multiplex 5 (DVB-T2, MPEG4)                    | Multiplex 5 (DVB-T2, MPEG4)                   |
| ---------------------------------------------- | --------------------------------------------- |
| Axess TV                                       |                                               |
| BBC News                                       |                                               |
| TV4 Hits                                       |                                               |
| Nick jr. (6.00-18.00)                          | Godare (18.00-6.00)                           |
| History                                        |                                               |
| Cartoon Network (6.00-18.00)                   | BBC Nordic (18.00-6.00)                       |
| CNN                                            |                                               |
| TV4 Stars                                      |                                               |
| Eurosport 2                                    |                                               |
| SF-kanalen (må-fr 1.00-18.00 lö-sö 1.00-12.00) | TV4 Motor (må-fr 18.00-1.00 lö-sö 12.00-1.00) |
| Investigation Discovery                        |                                               |
| National Geographic Wild                       |                                               |
| V Series                                       |                                               |
| V Sport 1                                      |                                               |
| V Motor                                        |                                               |

| Multiplex 6 (DVB-T2, MPEG4)           | Multiplex 6 (DVB-T2, MPEG4) | Multiplex 6 (DVB-T2, MPEG4) | Multiplex 6 (DVB-T2, MPEG4) | Multiplex 6 (DVB-T2, MPEG4) | Multiplex 6 (DVB-T2, MPEG4) | Multiplex 6 (DVB-T2, MPEG4) | Multiplex 6 (DVB-T2, MPEG4) | Multiplex 6 (DVB-T2, MPEG4) | Multiplex 6 (DVB-T2, MPEG4) | Multiplex 6 (DVB-T2, MPEG4) | Multiplex 6 (DVB-T2, MPEG4) | Multiplex 6 (DVB-T2, MPEG4) | Multiplex 6 (DVB-T2, MPEG4) | Multiplex 6 (DVB-T2, MPEG4) | Multiplex 6 (DVB-T2, MPEG4) | Multiplex 6 (DVB-T2, MPEG4) | Multiplex 6 (DVB-T2, MPEG4) | Multiplex 6 (DVB-T2, MPEG4) | Multiplex 6 (DVB-T2, MPEG4) | Multiplex 6 (DVB-T2, MPEG4) | Multiplex 6 (DVB-T2, MPEG4) | Multiplex 6 (DVB-T2, MPEG4) | Multiplex 6 (DVB-T2, MPEG4) |
| ------------------------------------- | --------------------------- | --------------------------- | --------------------------- | --------------------------- | --------------------------- | --------------------------- | --------------------------- | --------------------------- | --------------------------- | --------------------------- | --------------------------- | --------------------------- | --------------------------- | --------------------------- | --------------------------- | --------------------------- | --------------------------- | --------------------------- | --------------------------- | --------------------------- | --------------------------- | --------------------------- | --------------------------- |
| Animal Planet HD (6:00 - 23:45, HDTV) |                             |                             |                             |                             |                             |                             |                             |                             |                             |                             |                             |                             |                             |                             |                             |                             |                             |                             |                             |                             |                             |                             |                             |
| Eurosport 1                           |                             |                             |                             |                             |                             |                             |                             |                             |                             |                             |                             |                             |                             |                             |                             |                             |                             |                             |                             |                             |                             |                             |                             |
| Kanal 9                               |                             |                             |                             |                             |                             |                             |                             |                             |                             |                             |                             |                             |                             |                             |                             |                             |                             |                             |                             |                             |                             |                             |                             |
| V film action                         |                             |                             |                             |                             |                             |                             |                             |                             |                             |                             |                             |                             |                             |                             |                             |                             |                             |                             |                             |                             |                             |                             |                             |
| V Sport Premium (HDTV)                |                             |                             |                             |                             |                             |                             |                             |                             |                             |                             |                             |                             |                             |                             |                             |                             |                             |                             |                             |                             |                             |                             |                             |
| TV4 Hockey HD (HDTV)                  |                             |                             |                             |                             |                             |                             |                             |                             |                             |                             |                             |                             |                             |                             |                             |                             |                             |                             |                             |                             |                             |                             |                             |

| TV4 Live 1 (må-fe 18.30-0.00 lö-sö 12.00-0.00) / TV4 Tennis (må-fe 0.00-18.30 lö-sö 0.00-12.00) |                      |
| TV4 Sportkanalen HD (HDTV)                                                                      |                      |
| National Geographic HD (HDTV)                                                                   |                      |
| TV4 Fotboll (HDTV)                                                                              |                      |
| V Sport Extra                                                                                   |                      |
| Al Jazeera                                                                                      |                      |
| Fight Sports                                                                                    |                      |
| Nickelodeon (5.00-22.00)                                                                        | MTV 00s (22.00-5.00) |

## Kritik mot digital-TV
Digital-TV-övergången och satsningen på ett digitalt marknät har mött kritik, dels mot tekniken som sådan och dels hur den införts i Sverige.
Vid övergång till digital-TV måste varje analog mottagare ersättas med en digital sådan, typiskt sett i form av en digitalbox för varje analog video- och TV-apparat om de samtidigt skulle kunna se olika kanaler oberoende av varandra. Heldigitala TV- och videoapparater var ovanliga när det analoga nätet började släckas. Inledningsvis kostade digitalboxar runt 5000 kronor och det dröjde innan uthyrningsverksamheten kom igång.
Satsningen på ett marknät har kritiserats av de som tycker att tekniken är föråldrad redan när den införs. Både digitala satellit, kabel och bredbandssänd digital-TV har exempelvis större utrymme än marknätet, vilket både ger plats till fler kanaler och fler HDTV-kanaler.
En del kritiker menar också att marksänd digital-TV är ett sätt för den svenska regeringen att kunna fortsätta kontrollera TV-sändningarna. Det var bland annat ett av huvudargumenten Moderaterna anförde när de tidigt motsatte sig satsningen på digital-TV. Den höga graden av politisk kontroll, i synnerhet under den period då regeringen i slutändan bestämde vilka kanaler som fick och inte fick sända, har också varit föremål för kritik.
EU-kommissionen drog Sverige inför rätta för att de bröt mot ett utfärdat direktiv om förbud för monopol inom kryptering av TV-tjänster. Enligt EU:s direktiv skulle det monopolet ha avskaffats redan under 2003. Boxer hade till och med december 2007 ett de facto-monopol på betal-TV i marknätet. Sedan dess finns i programbolagens tillståndsvillkor inte längre några krav på att anlita Boxer för krypteringstjänster.

## Frekvenstabell
För radio och TV se Teracoms Frekvenstabeller.
- VHF E5-12, 174 - 240 MHz: MUX 7
- UHF E21-48, 470 - 690 MHz: MUX 1-3, 5-7

## Kanaler
Följande kanaler finns i det digitala marknätet. Siffran representerar det nummer som kanalen automatiskt får i kanallistorna.
| - 1. SVT1 (fri-TV, HDTV) - 2. SVT2 (fri-TV, HDTV) - 3. TV3 (HDTV) - 4. TV4 (fri-TV, HDTV) - 5. Kanal 5 (HDTV) - 6. TV6 (DVB-T2) - 7. Sjuan (DVB-T2) - 8. TV8 (DVB-T2) - 9. Kanal 9 (DVB-T2) - 10. TV10 (DVB-T2) - 11. Kanal 11 (DVB-T2) - 12. TV12 (DVB-T2) - 13. National Geographic Wild (DVB-T2) - 14. MTV (DVB-T2) - 15. V Series (DVB-T2) - 16. MTV 00s (DVB-T2) - 17. TLC (DVB-T2) - 18. Godare (DVB-T2) - 19. National Geographic Channel HD (DVB-T2, HDTV) - 20. Animal Planet HD (DVB-T2, HDTV) - 21. Discovery Channel (DVB-T2) - 22. Investigation Discovery (DVB-T2) | - 23. BBC Nordic (DVB-T2) - 25. Axess TV (DVB-T2) - 26. CNN (DVB-T2) - 27. BBC News (DVB-T2) - 28. Al Jazeera (DVB-T2) - 30. History (DVB-T2) - 34. Nickelodeon (DVB-T2) - 35. Nick Jr. (DVB-T2) - 37. Cartoon Network (DVB-T2) - 46. TV4 Sportkanalen HD (DVB-T2, HDTV) - 47. Eurosport 1 (DVB-T2) - 48. Eurosport 2 (DVB-T2) - 49. V Sport Extra (DVB-T2) - 50. Fight Sports (DVB-T2) - 51. TV4 Stars (DVB-T2) - 52. TV4 Hits (DVB-T2) - 53. TV4 Motor/SF-kanalen (DVB-T2) - 54. TV4 Fotboll (DVB-T2, HDTV) - 55. TV4 Live 1/TV4 Tennis (DVB-T2) - 56. TV4 Hockey (DVB-T2, HDTV) | - 57. V Sport Premium (DVB-T2, HDTV) - 58. V Sport 1 (DVB-T2) - 59. V Motor (DVB-T2) - 60. V film action (DVB-T2) - 84. TV Finland (fri-TV, sänder i Mälardalen, Uppsala och Stockholm) - 96. Alternativ regional variant av SVT1 (fri-TV) - 98. Barnkanalen/SVT24 (fri-TV) - 99. Kunskapskanalen (fri-TV) |

- Fri-TV indikerar att kanalen sänder utan kryptering.
- HDTV indikerar att kanalen kräver en TV som är HD-Ready.
- DVB-T2 Kräver en digital TV-mottagare för DVB-T2. I MUX 3 har bara vissa sändare gått över till DVB-T2.
- Alla kanaler övergick till MPEG4 under oktober 2021 enligt Teracom på https://www.teracom.se/privat/tv/MPEG4migration/omMPEG4/